# Antonio Vico
Antonio Vico, italijanski rimskokatoliški duhovnik, škof in kardinal, * 9. januar 1847, Agugliano, † 25. februar 1929, Rim.

## Življenjepis
20. septembra 1873 je prejel duhovniško posvečenje.
24. novembra 1897 je postal apostolski delegat v Kolumbiji in 22. decembra istega leta je bil imenovan za naslovnega nadškofa Filipov; škofovsko posvečenje je prejel 9. januarja 1898.
4. februarja 1904 je bil imenovan za apostolskega nuncija v Belgiji in 21. oktobra 1907 za apostolskega nuncija v Španiji.
27. novembra 1911 je bil povzdignjen v kardinala in imenovan za kardinal-duhovnika S. Callisto.
11. februarja 1915 je bil imenovan za proprefekta Kongregacije za obrede, 6. decembra istega leta za kardinal-škofa Porta e Santa Rufine in 8. julija 1918 za prefekta Kongregacije za obrede.